# 瓦勒迪莱永
瓦勒迪莱永（法語：Val-du-Layon，法語發音：[val dy lɛjɔ̃] ⓘ）是法国曼恩-卢瓦尔省的一个市镇，属于昂热区。

## 地名
“瓦勒迪莱永”（Val-du-Layon）一名在法语中意为“莱永河谷”。

## 历史
瓦勒迪莱永于2016年1月1日由圣欧班德吕涅和圣朗贝尔迪拉泰两个市镇合并而成，前者现为政府驻地。

## 地理
瓦勒迪莱永（47°18'11"N, 0°37'52"W）面积29.63 平方千米，位于法国卢瓦尔河地区大区曼恩-卢瓦尔省，该省份为法国西部内陆省份，大致对应安茹地区，北起顺时针与马耶讷省、萨尔特省、安德尔-卢瓦尔省、维埃纳省、德塞夫勒省、旺代省、大西洋卢瓦尔省和伊勒-维莱讷省接壤。
与瓦勒迪莱永接壤的市镇（或旧市镇、城区）包括：莱永河畔博略、卢瓦尔河畔罗什福尔、莱永河畔绍德丰、安茹地区舍米耶。
瓦勒迪莱永的时区为UTC+01:00、UTC+02:00（夏令时）。

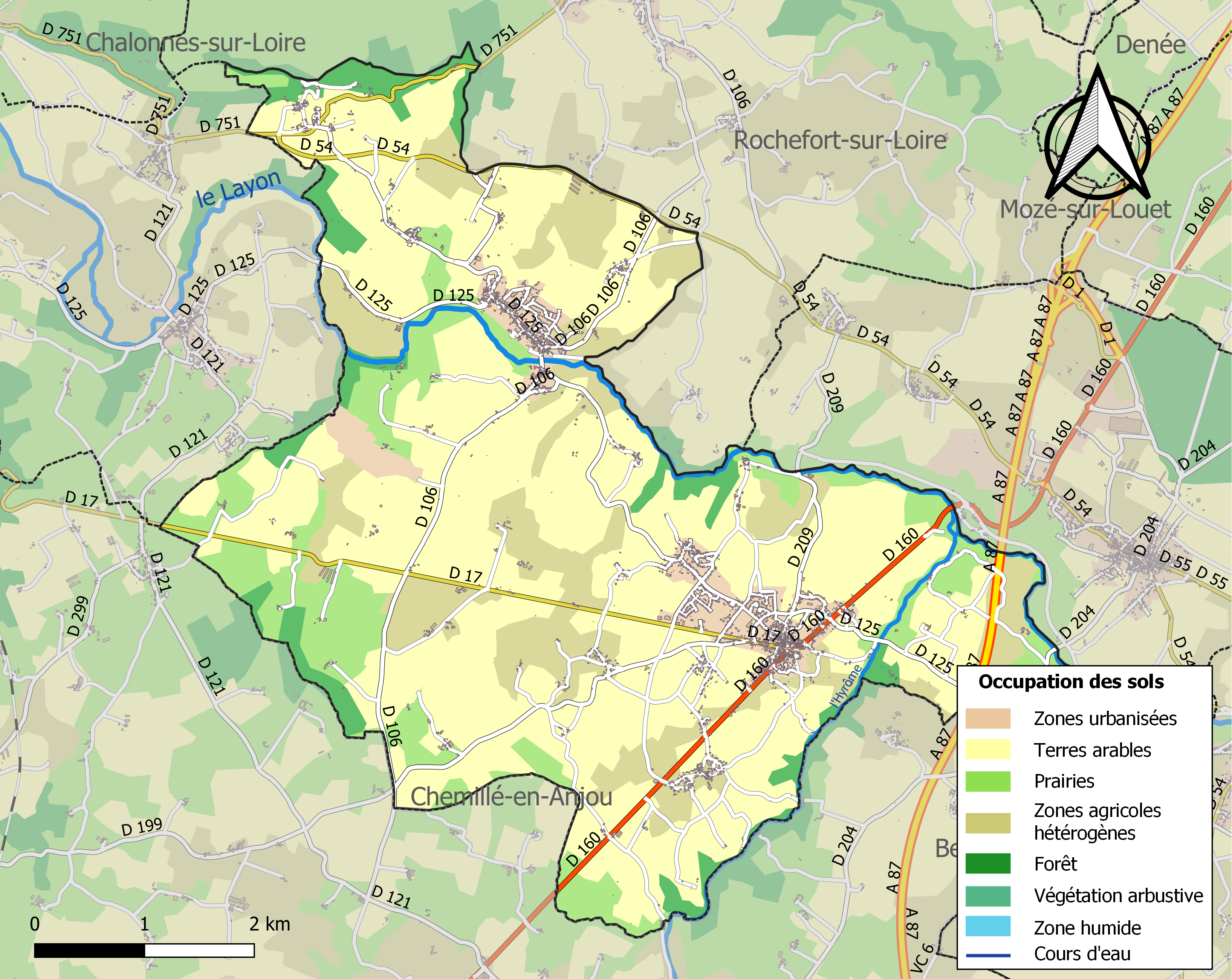
瓦勒迪莱永的OSM定位图

## 行政
瓦勒迪莱永的邮政编码为49190、49750，INSEE市镇编码为49292。

## 政治
瓦勒迪莱永所属的省级选区为安茹地区舍米耶县。

## 人口
瓦勒迪莱永于2022年1月1日时的人口数量为3508人。